# Cneorella bicoloripennis
Cneorella bicoloripennis es un coleóptero de la familia Chrysomelidae.
Fue descrita científicamente en 2003 por Lopatin.